# Boubacar Koné
Boubacar Sidiki Koné (* 21. August 1984 in Bamako) ist ein malischer Fußballspieler.

## Karriere

### Verein
Bevor Koné einen Vertrag beim AS Bamako in der malischen Hauptstadt Bamako unterschrieb, spielte er für al-Merreikh Omdurman und Maghreb Fez.  2005 verließ er Mali und ging in den Sudan, wo er sich al-Merreikh Omdurman aus Omdurman anschloss. Bei dem Verein, der in der ersten Liga des Landes, der Premier League, spielte, stand er bis 2007 auf dem Platz. Anfang 2008 wechselte er nach Marokko, wo er in Fès einen Vertrag bei Maghreb Fez unterschrieb. Mit dem Club belegte er in der Saison 2010/2011 den zweiten Platz. Mitte 2012 ging er wieder in seine Heimat und schloss sich dem Erstligisten Djoliba AC aus Bamako an. 2008 und 2009 wurde er mit dem Club Malischer Pokalsieger. 2017 wechselte er nach Asien. In Bangkok unterschrieb er einen Vertrag bei Kasetsart FC, einem Verein, der in der Zweiten Liga des Landes, der Thai League 2, spielte. Bei Kasetsart stand er bis Ende Dezember 2020 unter Vertrag. Ende Dezember wechselte er zum Ligakonkurrenten MOF Customs United FC nach Bangkok. Über den Chainat United FC wechselte er zur Saison 2021/22 nach Saraburi zum Drittligisten Saraburi United FC. Für den Verein aus Saraburi stand er 22-mal auf dem Spielfeld. Im Sommer 2022 verpflichtete ihn der Drittligaaufsteiger MH Nakhonsi City FC. Mit dem Verein aus Tha Sala spielte er 20-mal in der Southern Region der Liga. Am Ende der Saison feierte er mit dem Verein die Vizemeisterschaft der Region und die Teilnahme an den Aufstiegsspielen zur zweiten Liga. In der Gruppenphase wurde man erster der Lower Region und stieg direkt in die zweite Liga auf. Das Finale um die Gesamtdrittligameisterschaft konnte man sich gegen den Sieger der Upper Region Chanthaburi FC durchsetzen. Nach dem Aufstieg wurde sein Vertrag im Sommer um ein weiteres Jahr verlängert. Vor Beginn der Saison wurde Nakhon Si City die Lizenz für die zweite Liga verweigert. Sein Vertrag wurde wieder aufgelöst und er unterschrieb Anfang August 2023 einen Vertrag beim Zweitligisten Customs United FC. Nach 16 Zweitligaspielen wurde sein Vertrag nach der Hinrunde 2023/24 wieder aufgelöst. Im Sommer 2024 unterschrieb er einen Vertrag beim Drittligisten Angthong FC. Mit dem Verein aus Ang Thong spielt er in der Central Region der Liga.

### Nationalmannschaft
Von 2005 bis 2010 spielte Boubacar Koné fünfmal für die malische Fußballnationalmannschaft.

## Erfolge
Maghreb Fez
- 2010/2011 – Botola – Vizemeister

Djoliba AC
- 2008, 2009 – Malian Cup – Sieger

MH Nakhonsi City FC
- Thai League 3 – South: 2022/23 (2. Platz)
- Thai League 3 – National Championship: 2022/23  ▲